# Dvorana Podmežakla
Podmežakla je ime hokejske dvorane na Jesenicah, ki je matična dvorana hokejskega kluba Acroni Jesenice. Dvorana bo gostila tudi Evropsko prvenstvo v košarki 2013, ki bo na sporedu septembra 2013, zaradi česar bo dvorana deležna korenite prenove.

## Zgodovina
Gradnja prve lesene dvorane se je začela na mestu, kjer je pred tem stala odkrita umetna ledena ploskev, ki je bila ena redkih v takratni Jugoslaviji. Ploskev je bila postavljena na desnem bregu Save pod Mežaklo. Najprej so okoli ploskve postavili tribune, leta 1954 pa so začeli postavljati še leseno konstrukcijo. S tem so dela ustavili, drsališče pa še vedno ni imelo strehe. Dvorana je bila pokrita leta 1978, vse do danes pa ni povsem dokončana. 
V zimskem času je dvorana prizorišče hokejskih tekem, v njej pa se odvijajo tudi treningi in tekmovanja umetnostnih drsalcev. V poletnem času so v dvorani organizirana tekmovanja v in-line hokeju, pogosto pa so tam prirejeni tudi koncerti. 
V dvorani je bilo organizirano Svetovno prvenstvo v hokeju na ledu v letih 1966 za skupino C in 1998 za skupino B.

## Statistika
Dvorana danes uradno sprejme okoli 5900 gledalcev. Sedišč je okoli 2500, stojišč pa okoli 3400. Mere igrišča so 61 x 30 metrov, radij kota pa je 8,5 m. Razdalja od golove črte do modre linije je 17,75 metra, kar ustreza pravilom Mednarodne hokejske zveze.